# Clover Moore
Pour les articles homonymes, voir Moore.
Clover Moore, née le 22 octobre 1945 à Gordon, est une femme politique australienne, lord-maire de la ville de Sydney depuis 2004.

## Biographie
Le 14 septembre 2024, elle est réélue lord-maire de Sydney pour un sixième mandat.